# Sadrinszk
Sadrinszk (oroszul Шадринск) város Oroszországban, a Kurgani területen. Az azonos nevű járás székhelye.

## Népesség
- 1989-ben 86 713 lakosa volt.
- 2002-ben 80 865 lakosa volt.

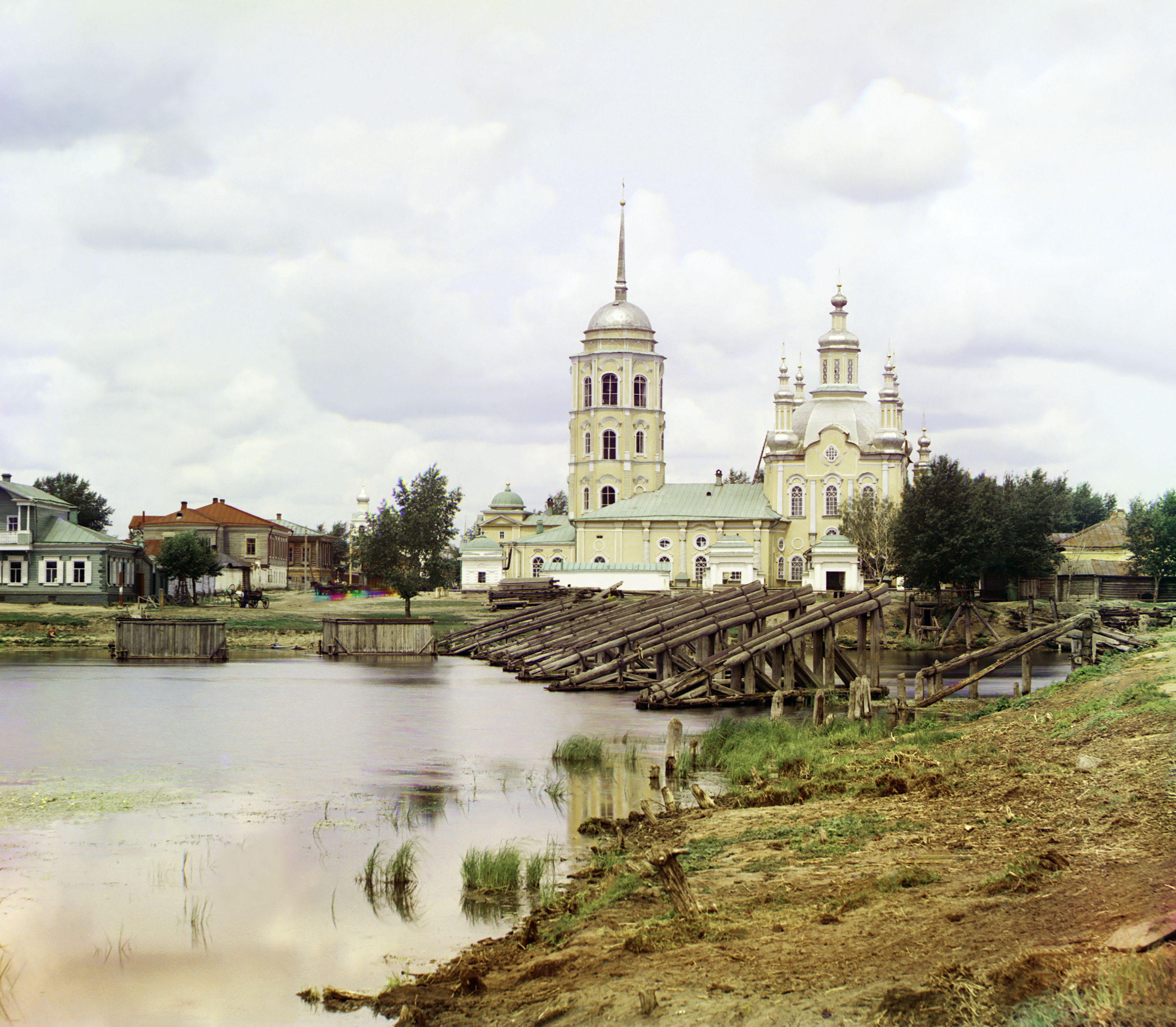
A sadrinszki katedrális

- 2010-ben 77 756 lakosa volt, melyből 73 172 orosz, 1 621 tatár, 512 ukrán, 239 kazah, 140 azeri, 137 baskír, 132 fehérorosz, 114 kirgiz, 113 örmény, 102 német, 82 udmurt, 62 csuvas, 55 tadzsik, 48 moldáv, 44 üzbég, 43 cigány, 37 mordvin, 34 lezg, 26 zsidó, 25 lengyel, 24 mari, 22 ingus, 15 csecsen, 15 komi, 12 görög, 10 grúz stb.